# Atong
Atong is een bestuurslaag in het regentschap Aceh Besar van de provincie Atjeh, Indonesië. Atong telt 1042 inwoners (volkstelling 2010).